# Alliance (Portugal)
Pour les articles homonymes, voir Alliance.
L'Alliance (en portugais : Aliança, abrégé en A) était un parti politique portugais de centre-droit, actif de 2018 à 2025.

## Histoire
Annoncée en août 2018 par Pedro Santana Lopes, ex-Premier ministre de Portugal, la fondation de l'Alliance fait suite à la défaite de ce premier face à Rui Rio lors des élections internes du Parti social-démocrate de janvier 2018.
Son inscription au registre des partis politiques portugais est confirmée par le Tribunal constitutionnel le 23 octobre 2018, marquant fondation officielle du parti. Le 2 décembre suivant est alors annoncée la constitution d'une liste afin de participer aux élections européennes de 2019.
Le congrès fondateur de l'Alliance se tient les 9 et 10 février 2019 à Évora et voit Santana Lopes en être élu président, déclarant vouloir « combattre la gauche » alors au gouvernement.
À l'occasion du IIe congrès du parti, Santana Lopes déclare ne pas se représenter à sa tête, souhaitant se concentrer sur sa vie professionnelle. Est élu Paulo Bento pour prendre sa suite, le 27 septembre 2020 à Torres Vedras.
Le 31 octobre 2021, le conseiller municipal de Lisbonne Jorge Nuno de Sá est élu président du parti lors de son IIIe congrès.
Le Tribunal constitutionnel, constatant que l'Alliance n'avait pas répondu à ses obligations constitutionnelles et légales quant à la continuité de son activité, décrète l'extinction du parti dans une décision en date du 4 février 2025. Celle-ci est formalisée le 4 mars suivant, date à laquelle l'Alliance cesse légalement d'exister.

## Organisation

### Historique des présidents
|                                                            | Nom                   | Dates du mandat   | Dates du mandat    | Notes                                                               |
| ---------------------------------------------------------- | --------------------- | ----------------- | ------------------ | ------------------------------------------------------------------- |
| Pedro Santana Lopes                                        | Pedro Santana Lopes   | 10 février 2019   | 27 septembre 2020, | Président-fondateur                                                 |
|                                                            | António Martins Bento | 27 septembre 2020 | 4 février 2025     | Démissionnaire à compter du 1er avril 2022                          |
| Poste vacant (de fait) du 1er avril 2022 au 4 février 2025 |                       |                   |                    |                                                                     |
|                                                            | Jorge Nuno de Sá      | 4 février 2025    | 4 mars 2025        | Représentant spécial Conseiller municipal de Lisbonne (depuis 2021) |

## Résultats électoraux

### Élections législatives
| Année | Tête de liste         | Voix                  | %                     | Rang                  | Sièges  | Statut              |
| ----- | --------------------- | --------------------- | --------------------- | --------------------- | ------- | ------------------- |
| 2019  | Pedro Santana Lopes   | 40 487                | 0,77                  | 10e                   | 0 / 230 | Extra-parlementaire |
| 2022  | Jorge Nuno de Sá      | 2 467                 | 0,05                  | 22e                   | 0 / 230 | Extra-parlementaire |
| 2024  | Coalition avec le MPT | Coalition avec le MPT | Coalition avec le MPT | Coalition avec le MPT | 0 / 230 | Extra-parlementaire |

### Élections européennes
| Année | Tête de liste          | Voix                   | %                      | Rang                   | Sièges                 | Statut              |
| ----- | ---------------------- | ---------------------- | ---------------------- | ---------------------- | ---------------------- | ------------------- |
| 2019  | Paulo de Almeida Sande | 61 728                 | 1,86                   | 7e                     | 0 / 21                 | Extra-parlementaire |
| 2024  | Pas de liste présentée | Pas de liste présentée | Pas de liste présentée | Pas de liste présentée | Pas de liste présentée | Extra-parlementaire |

### Élections régionales

#### Région autonome des Açores
| Année | Tête de liste         | Voix                  | %                     | Rang                  | Sièges | Statut              |
| ----- | --------------------- | --------------------- | --------------------- | --------------------- | ------ | ------------------- |
| 2020  | Paulo Silva           | 422                   | 0,41                  | 10e                   | 0 / 57 | Extra-parlementaire |
| 2024  | Coalition avec le MPT | Coalition avec le MPT | Coalition avec le MPT | Coalition avec le MPT | 0 / 57 | Extra-parlementaire |

#### Région autonome de Madère
| Année | Tête de liste          | Voix                   | %                      | Rang                   | Sièges                 | Statut              |
| ----- | ---------------------- | ---------------------- | ---------------------- | ---------------------- | ---------------------- | ------------------- |
| 2019  | Joaquim Sousa          | 766                    | 0,53                   | 11e                    | 0 / 47                 | Extra-parlementaire |
| 2023  | Pas de liste présentée | Pas de liste présentée | Pas de liste présentée | Pas de liste présentée | Pas de liste présentée | Extra-parlementaire |
| 2024  | Pas de liste présentée | Pas de liste présentée | Pas de liste présentée | Pas de liste présentée | Pas de liste présentée | Extra-parlementaire |

### Élections municipales
| Année | Municipalités | Municipalités | Municipalités | Municipalités | Municipalités | Freguesias | Freguesias | Freguesias  |
| Année | %             | Rang          | Maires        | Échevins      | Conseillers   | %          | Rang       | Conseillers |
| ----- | ------------- | ------------- | ------------- | ------------- | ------------- | ---------- | ---------- | ----------- |
| 2021  | 0,08          | 36e           | 0 / 308       | 0 / 2064      | 2 / 6448      | 0,05       | 43e        | 6 / 26797   |

### Source de traduction
- (pt) Cet article est partiellement ou en totalité issu de l’article de Wikipédia en portugais intitulé « Aliança » (voir la liste des auteurs).